# Vicky Vette
Vicky Vette, née le 12 juin 1965 à Stavanger, est une actrice pornographique norvégienne.

## Biographie
On la retrouve parfois sous le nom de Vicky the Viking Vixen, par référence à son allure et ses racines norvégiennes. Son nom de scène vient de son amour pour les Corvettes et leurs formes rappelant celles de la femme. Vicky est mariée à un homme qu'on retrouve sous le nom de Frank et qui apparaît parfois à ses côtés dans les films.
Vicky est un OVNI dans le monde de la pornographie du fait qu'elle n'ait commencé sa carrière dans le X qu'à l'âge de 38 ans. Elle gagna le concours de photo BDSM amateur, nommé Beaver Hunt, en mai 2003. C'est un concours organisé mensuellement par le magazine Hustler. Elle est la femme la plus âgée à avoir décroché ce titre.
Les débuts vidéos de Vicky Vette ont eu lieu sur un site web, Milf Hunter, fin 2003. Il s'agit du film Freshly Fucked Look où elle apparait sous le nom de Vicky. La vidéo de 38 minutes montre Vickie comme une beauté blonde habillée d'un bikini. C'est la première fois dans l'histoire du site MILF Hunter qu'il y avait réellement une MILF, Vicky avait alors 38 ans.
Voyant la vidéo de MILF Hunter, le site web rival MILF Seeker embaucha Vicky seulement deux semaines après et produisit rapidement trois vidéos de 30 minutes avec Vicky.
Au cours de ces dernières années, elle est apparue dans plus d'une centaine de films et a posé pour les plus grands noms de la presse de charme comme Hustler, Busty Beauties, High Society ou encore Cheri.
L'image qu'elle renvoie d'elle est celle d'une MILF (Mother I'd Like to Fuck, terme popularisé par le film American Pie en 1999) et bon nombre de ses films ou photos sont faites avec des hommes plus jeunes qu'elle. Elle s'occupe de deux sites web (son site officiel et un autre dédié au genre MILF) et communique beaucoup avec ses afficionados via son fan club sur Yahoo! Groups.
Selon son site officiel, Vicky est née en Norvège. Sa famille emménage au Canada alors qu'elle était encore enfant. Elle arriva aux États-Unis à 32 ans. Elle était une comptable reconnue depuis plusieurs années, devenant même cadre supérieure, avant d'arrêter pour rejoindre son mari dans le bâtiment. Après quelques années pendant lesquelles leur affaire devint un succès, elle décida de tenter sa chance dans le mannequinat. Avec les encouragements de son mari Franck, elle commença à poser nue ce qui l'amena aussitôt au X.
Vicky habite aujourd'hui à Atlanta (Géorgie, États-Unis) même si elle est souvent amenée à voyager.
Le 30 janvier 2006, son mari est retrouvé mort. La police conclut au suicide (overdose). Vicky déclare sur la Radio KSEX qu'elle se battait souvent avec lui et qu'il était violent avec elle.
En août 2006, elle est nommée DanniGirl du mois sur Danni.com.

## Récompenses
- 2014 : AVN Award Meilleur site personnel (Best Solo Girl Website)[1]
- 2012 : XBIZ Award for Web Babe of the Year
- 2012 : Miss FreeOnes[2]
- 2010 : XBIZ Award Nommée - Web Babe of the Year
- 2010 : NightMoves Award - Best Milf, Fan's choice
- 2005 : AVN Awards Best Tease Performance dans  Metropolis